# Oleg Blohin
Oleh Volodimirovici Blohin (în ucraineană Олег Володимирович Блохін, n. 5 noiembrie 1952, Kiev, RSS Ucraineană, URSS) este un fost jucător de fotbal ucrainean. A primit Balonul de Aur în 1975, fiind primul jucător ucrainean care a câștigat acest trofeu.